# Osservazione
L'osservazione è l'atto di acquisizione di informazioni da una fonte primaria, negli esseri viventi ottenuta tramite gli organi di senso. Nella scienza, l'osservazione può coinvolgere anche la registrazione di dati mediante l'utilizzo di strumenti. Il termine può anche riferirsi, difatti, a tutti i dati raccolti durante un'attività scientifica.

## Osservazione nella scienza
Il metodo scientifico richiede osservazioni della natura per formulare e testare le ipotesi. Esso è composto da diversi passaggi:
- la domanda su un eventuale fenomeno;
- l'osservazione del fenomeno;
- l'ipotesi di spiegazione del fenomeno;
- la predizione di una conseguenza logica dell'ipotesi;
- il vaglio dell'ipotesi attraverso un esperimento, uno studio o una ricerca sul campo;
- la creazione di una conclusione con il supporto dei dati raccolti mediante l'esperimento, lo studio o la ricerca sul campo, oppure la formulazione o la rivisitazione di una nuova ipotesi e la conseguente ripetizione del processo.

L'osservazione, in questo tipo di processo, rappresenta la seconda e l'eventuale quinta prassi da svolgere. Tuttavia, la necessità della riproducibilità, richiede che l'osservazione sia compiuta da osservatori differenti in modo da effettuare comparazioni. I sensi degli esseri umani forniscono impressioni soggettive e qualitative che difficilmente possono essere confrontate o registrate. Il concetto di misurazione si è evoluto proprio per consentire la registrazione ed il confronto delle osservazioni fatte in tempi e luoghi diversi da persone diverse. La misurazione consiste nell'utilizzare l'osservazione per confrontare un oggetto in base ad un campione e per contare quante delle unità in esame possono essere paragonate ad esso. 
I sensi non sono infallibili e sono soggetti a errori di percezione come le illusioni ottiche. Gli strumenti scientifici sono stati sviluppati per migliorare i poteri umani di osservazione: tra questi vi sono bilance, orologi, telescopi, microscopi, termometri e altri. Vi sono anche strumenti atti a "tradurre" gli eventi in una forma che può essere sensibilmente osservabile dall'uomo: tra questi figurano indicatori, voltmetro, spettrometro, termocamera, oscilloscopio, interferometri, contatore Geiger e altri.

## Osservazioni paradossali
In alcuni settori specifici della scienza, i risultati dell'osservazione variano a seconda di fattori che non sono relativamente importanti. Questi sono illustrati solitamente come paradossi e in essi un evento appare diverso quando osservato da due punti di vista diversi, tanto da violare il senso comune. Nella relatività ristretta vi è il cosiddetto paradosso dei gemelli, mentre nella meccanica quantistica non è possibile osservare un sistema senza modificarlo e l'osservatore deve essere considerato come parte del sistema osservato.

## Osservazione nella psicologia
I sensi umani non funzionano registrando in maniera imparziale le osservazioni. La percezione umana si verifica come un complesso e inconscio processo di astrazione in cui i dettagli dei dati sensoriali vengono notati e ricordati, mentre il resto viene dimenticato. Ciò che viene mantenuto e ciò che non viene mantenuto dipende da un modello interno e di rappresentazione dell'esterno chiamato dagli psicologi schema, che viene costruito in base ad ogni singola vita. I dati vengono praticamente inserito in questo schema e, quando gli eventi vengono ricordati, i vuoti di memoria possono essere riempiti con dati "plausibili", che sono adattati dalla mente in modo da richiamare un modello; questo concetto è chiamato memoria ricostruttiva. L'attenzione con cui i dati vengono percepiti e riportati dipende da un sistema di valori interno che giudica quanto importante sia un determinato dato rispetto all'individuo. A tal proposito, due persone possono assistere ad uno stesso evento e in esse possono essere suscitate due diverse percezioni, anche in disaccordo tra loro. Questo è il motivo per cui una testimonianza oculare è generalmente inaffidabile.
In psicologia, inoltre, vi è il concetto di bias di conferma quando vi sono osservazioni che stimolano la ricerca, la selezione o l'interpretazione di un'informazione in modo da porre maggiore attenzione, e quindi attribuire maggiore credibilità, a quelle informazioni che confermano le proprie convinzioni o ipotesi, e viceversa, ignorare o sminuire informazioni che le contraddicono. Un esempio di tale concetto è dato dal razzismo scientifico.

## Osservazione in filosofia
L'osservazione in campo filosofico è il processo di filtraggio sensoriale delle informazioni attraverso il processo di pensiero. Quando manca l'analisi razionale dell'osservazione si può andare incontro a una distorsione osservativa come il cosiddetto "effetto lampione". 
Un'informazione verrà ricevuta in ingresso tramite l'udito, la vista, l'olfatto, il gusto o il tatto e verrà poi analizzata sia attraverso il pensiero razionale che attraverso il pensiero irrazionale. L'esperienza e lo studio delle conseguenze derivanti dal fenomeno osservato, insieme alle impressioni immagazzinate nella coscienza, permettono globalmente all'individuo di stabilire un costrutto per le implicazioni morali di un comportamento.